# Церковь Троицы Живоначальной (Троицкое-Бачурино)
Церковь Троицы Живоначальной (Троицкий храм) — недействующий православный храм в селе Троицкое-Бачурино Чернского района Тульской области. Относится к Белёвской епархии Русской православной церкви.

## История
Начало строительства Троицкой церкви 1802 год, завершено 1810 году, построена на средства помещика Василия Ивановича Протасова.
Церковь расположена в центре села; своими высотными объемами господствует над окружающей застройкой и ландшафтом. Храм является образцом архитектуры эпохи классицизма начала XIX века.
В интерьере Троицкой церкви сохранились замечательные росписи стен гризайлью, созданные по окончании строительства в 1810 году. Гризайлевые росписи Троицкой церкви еще до революции отмечались как уникальные.
В храме два придела: правый — во имя святого Спиридона, левый — во имя святого Василия Великого. Придельный алтарь — во имя Василия Великого был освящен только в 1884 году.
В селе существовала земская школа.

## Приход
О времени возникновения прихода сведений не сохранилось. Названия села произошли: одно от храма, другое — от поселка, населенного однодворцами, носившими фамилию Бачуриных.
Приход состоял из села и деревень: Малой Сальницы, Большой Сальницы, Лунина, Никольского и Красного Хутора, с населением в 906 душ муж. пола и 858 жен. пола.

## Архитектура
Храм однопрестольный. Основные габариты здания 31,5×12 м.
Храм построен из кирпича, фасады оштукатурены и окрашены в белый с желтым.
Основная часть церкви перекрыта деревянным потолком. Помещения алтаря и трапезной также имеют деревянные перекрытия и покрыты на два ската. Кубический объем церкви снаружи был покрыт куполом с главкой. Помимо утраченных портиков по боковым фасадам церкви, стены украшены пилястрами и профилированными карнизами по венцу стен каждого объема. В окнах сохранились старые железные решетки. Полы также деревянные.
Храм имеет повреждения: утрачены колокольня (взорвана во время ВОВ) и портики, украшавшие боковые фасады церкви. Росписи в основной части церкви утрачены частично, в апсиде — полностью, в трапезной остались лишь небольшие фрагменты.

## Новое время
Богослужения в храме не совершаются с начала 1930-х годов.

После революции здание находилось на балансе колхоза «Путь Ильича» и использовалось под зерносклад. Сейчас не используется.
Решением Тулоблисполкома от 9 апреля 1969 года (№ 6-294 стр.49) памятник принят на охрану. Категория охраны — местная. Паспорт на памятник составлен в феврале 1973 года.
Ремонта и реставрации храма не производилось.
Рядом с храмом построена часовня, где и совершаются богослужения.
Часовня построена на личные средства Ломова Льва Сергеевича, внука учителей местной школы Ломовых Владимира Тимофеевича и Александры Николаевны. Часть икон — подарок прихожан.